# فرودگاه بین‌المللی خورخه ویلسترمان
فرودگاه بین‌المللی خورخه ویلسترمان (به انگلیسی: Jorge Wilstermann International Airport) (به زبان بومی: Aeropuerto Internacional Jorge Wilstermann) یک فرودگاه همگانی و نظامی مسافربری با کد یاتا CBB است که یک باند فرود آسفالت دارد و طول باند آن ۳۷۹۸ متر است. این فرودگاه در کشور بولیوی قرار دارد و در ارتفاع ۲۵۴۸ متری از سطح دریا واقع شده‌است.

## شرکت‌های هواپیمایی و مقصدهای پروازی

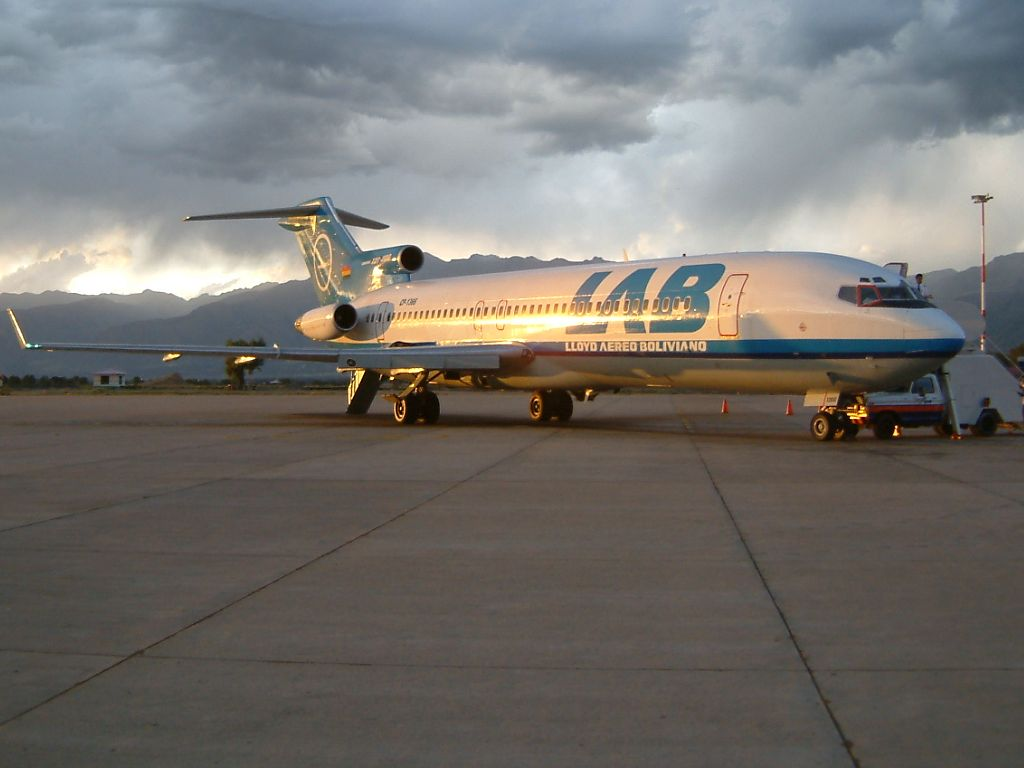
LAB Boeing 727-200 at Jorge Wilstermann International Airport.

| شرکت‌های هواپیمایی        | مقصدهای پروازی |
| ------------------------ | --- |
| Amaszonas                | Sucre، ویرو ویرو |
| Boliviana de Aviación    | Chimore، کپتن انیبال عرب، ال آلتو، کپتن نیکولاس رووهاس، ویرو ویرو، Sucre، کاپیتان اوریل لی پلازا، ستوان خورخه هنریش آرائوز فصلی: مینیسترو پیستارینی، مادرید-باراخاس، میامی |
| اکوجت                    | کپتن انیبال عرب، گوایارامرین، ریبرالتا، Sucre، کاپیتان اوریل لی پلازا، ستوان خورخه هنریش آرائوز                                                                            |
| Transporte Aéreo Militar | ال آلتو، ویرو ویرو، Sucre، کاپیتان اوریل لی پلازا، ستوان خورخه هنریش آرائوز                                                                                                |